# Stadttheater Teplitz

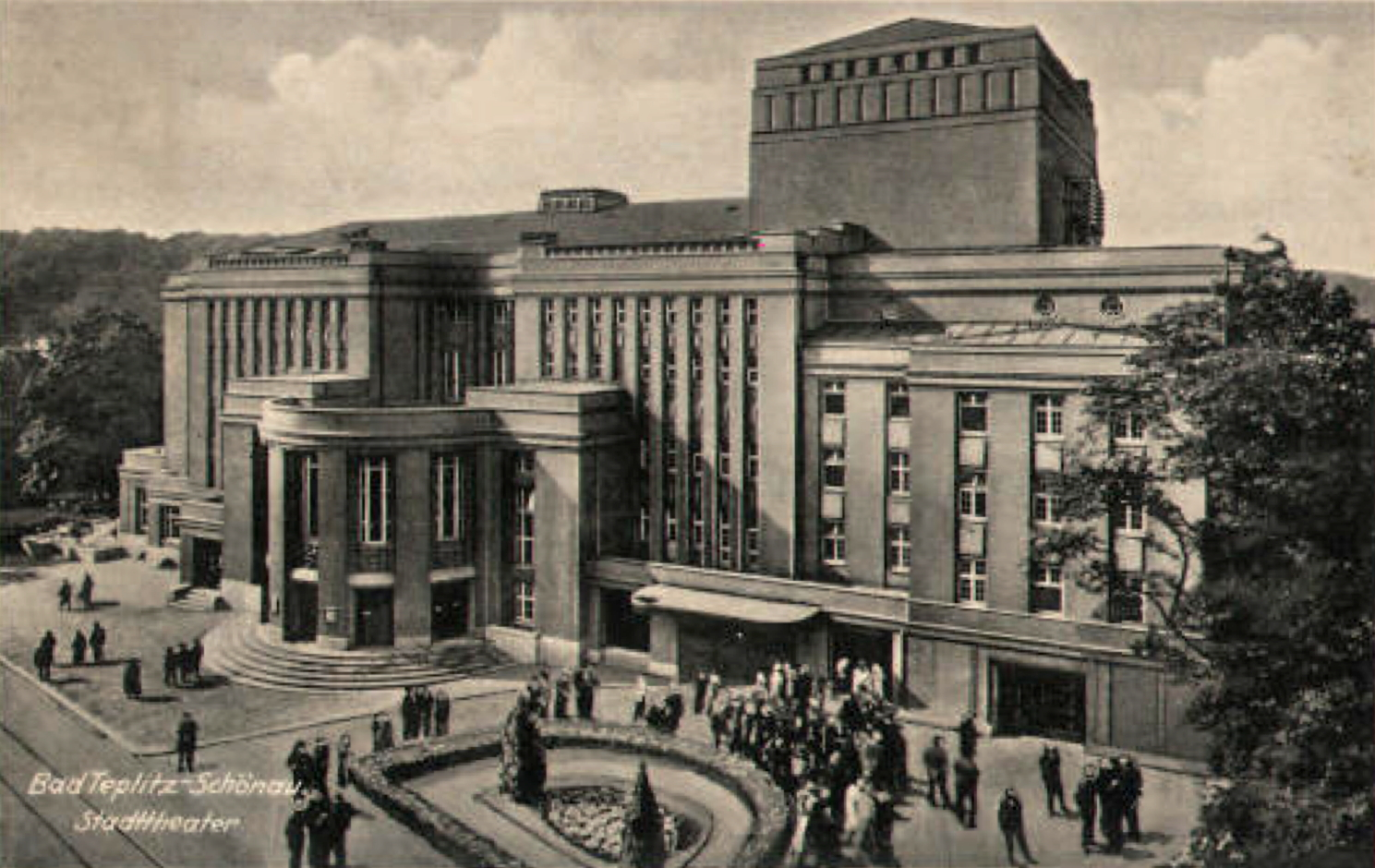
Bad Teplitz-Schönau, Stadttheater

Das Stadttheater Teplitz war ein Stadttheater in Teplitz-Schönau, das Opern, Theater- und Ballettstücke aufführte. Das Gebäude wird heute vom „Erzgebirgischen Theater“ (tschechisch Krušnohorské divadlo) genutzt.

## Geschichte

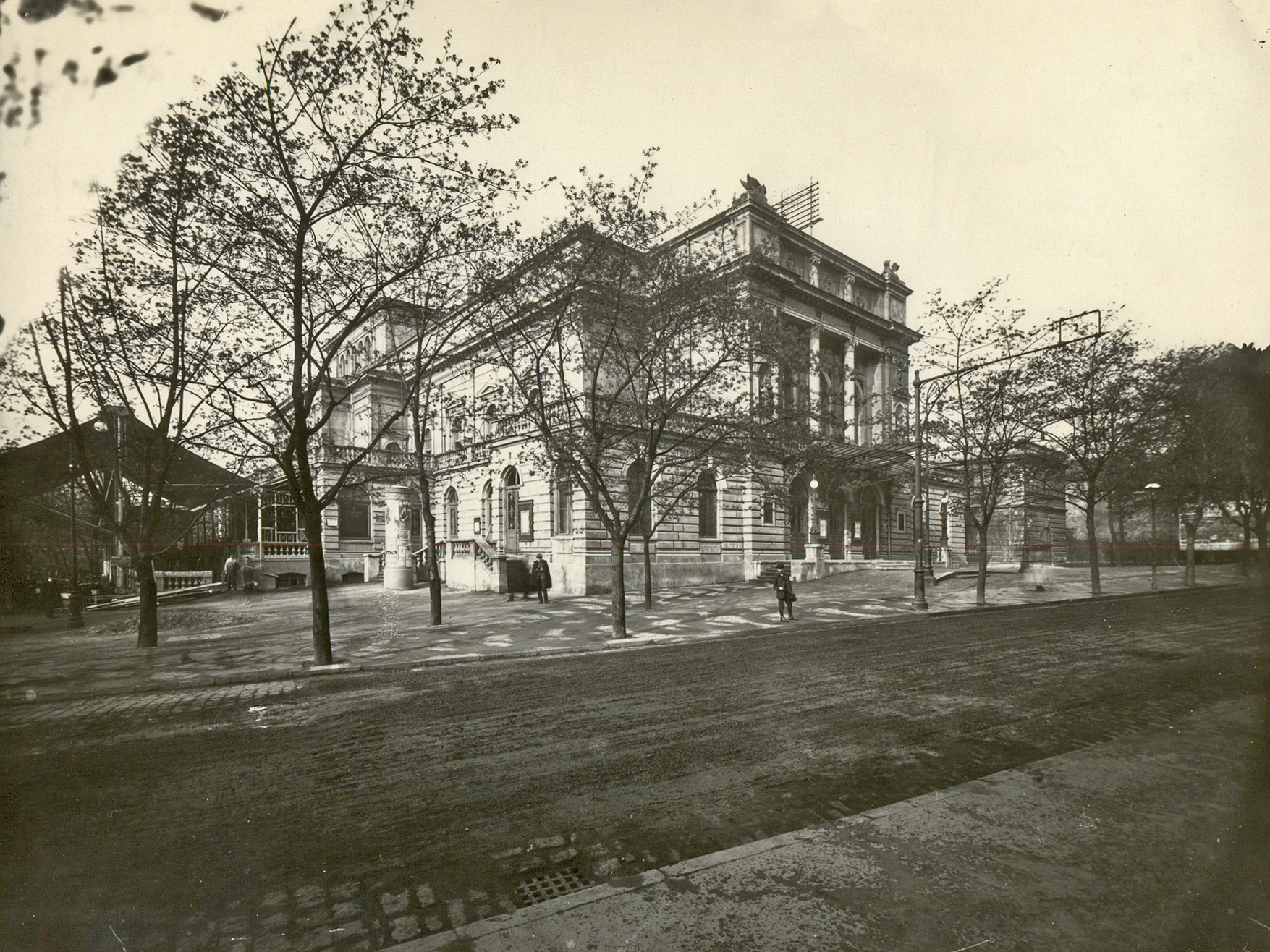
Altes Stadttheater von Teplitz

Bereits 1751 gab es regelmäßige Theateraufführungen in Teplitz. 1872 begannen die Arbeiten an einem Theatergebäude nach Plänen von Bernhard Schreiber. Das im Stil des „strengen Historismus“ errichtete Theater war für 800 Zuschauer ausgelegt und wurde im Mai 1874 eröffnet. Am 31. August 1919 wurde das Gebäude durch ein Feuer zerstört.
Mit dem Neubau wurde der Architekt Rudolf Bitzan betraut. Die Innenräume des im Stil des Neoklassizismus errichteten Gebäudes wurden von den Dresdner Künstlern Alexander Baranowski, Richard Guhr, Anton Schaff und Franz Kuhn gestaltet. Am 20. August 1924 wurde das Neue Stadttheater Teplitz mit einer Aufführung von Richard Wagners Oper Die Meistersinger von Nürnberg eröffnet.

## Uraufführungen
- 1912: Wilhelm Mauke: Sursum corda, op. 59, Tondichtung für großes Orchester und Orgel
- 1913: Theodor Veidl: Ländliches Liebesorakel. Oper in einem Akt
- 1916: Theodor Veidl: Die Geschwister. Oper in einem Akt
- 1926: H. Schlesinger: Lelian. Theaterstück